# Rok Tršan
Rok Tršan, né le 28 août 1992 à Ljubljana, est un biathlète slovène. Il a commencé sa carrière sportive en tant que fondeur.

## Carrière
Licencié au club TSK Logatec, il fait ses débuts internationaux en ski de fond dans la Coupe OPA en 2007 et le Festival olympique de la jeunesse européenne en 2009. Il obtient son premier résultat d'envergure sur les Championnats du monde junior en 2011 à Otepää, où il finit quatrième de la poursuite (20 km), à trois secondes du podium. Il est ensuite sélectionné pour les Championnats du monde sénior à Oslo. En fin d'année 2012, il prend le départ de sa première course dans la Coupe du monde à Gällivare.
En 2014, il commence l'entraînement pour un nouveau sport, le biathlon et est intégré à l'équipe nationale pour la saison 2014-2015.
En décembre 2014, il fait ses débuts dans la Coupe du monde à Hochfilzen. Avec comme meilleur résultat individuel une 52e position à Anterselva, il parvient à obtenir une sélection pour ses premiers championnats du monde à Kontiolahti, où il est notamment huitième avec le relais. Un an plus tard, aux Championnats du monde à Oslo, il se classe 33e de l'individuel, ce qui lui apporte ses premiers points pour la Coupe du monde. Il marque des points sur une épreuve pure de Coupe du monde un an plus tard à Kontiolahti (39e).
Aux Championnats du monde 2019 à Östersund et 2020 à Anterselva, il se classe à chaque fois cinquième en relais. Lors de la saison 2019-2020, le Slovène revient dans le top 40 en Coupe du monde, réussissant à remonter à la 25e place sur la poursuite du Grand-Bornand, grâce à un sans faute au tir. Ce résultat est égalé par Trsan aux Championnats du monde d'Anterselva également sur la poursuite.

## Palmarès en biathlon

### Championnats du monde
| Édition / Épreuve       | Individuel | Sprint | Poursuite | Mass start | Relais | Relais mixte | Relais mixte simple              |
| ----------------------- | ---------- | ------ | --------- | ---------- | ------ | ------------ | -------------------------------- |
| Oslo 2016               | 43e        | 71e    | —         | —          | 17e    | —            | Épreuve inexistante à cette date |
| Hochfilzen 2017         | 50e        | 64e    | —         | —          | 18e    | 18e          | Épreuve inexistante à cette date |
| Östersund 2019          | 71e        | 62e    | —         | —          | 5e     | 25e          | —                                |
| Antholz-Anterselva 2020 | 52e        | 29e    | 25e       | —          | 5e     | 23e          | —                                |
| Pokljuka 2021           | 42e        | 51e    | 47e       | —          | 8e     | —            | —                                |

### Coupe du monde
- Meilleur classement général : 57e en 2020.
- Meilleur résultat individuel : 25e.

#### Classements en Coupe du monde
| Année     | Classement général final | Sprint | Poursuite | Individuel | Mass start |
| 2015-2016 | 92e                      | -      | -         | 56e        | -          |
| 2016-2017 | 105e                     | -      | 83e       | -          | -          |
| 2019-2020 | 57e                      | 70e    | 35e       | 56e        | -          |

## Palmarès en ski de fond

### Championnats du monde
| Épreuve / Édition           | Sprint                           | Sprint                           | 15 km                            | 15 km                            | Poursuite 2 × 15 km | 50 km | Relais | Relais    |
| Épreuve / Édition           | libre                            | classique                        | libre                            | classique                        | Poursuite 2 × 15 km | 50 km | Sprint | 4 × 10 km |
| Mondiaux 2011 Oslo          | —                                | Épreuve inexistante à cette date | Épreuve inexistante à cette date | —                                | Abandon             | —     | 17e    | —         |
| Mondiaux 2013 Val di Fiemme | Épreuve inexistante à cette date | 63e                              | —                                | Épreuve inexistante à cette date | —                   | —     | 24e    | —         |

Légende :
- : pas d'épreuve
- — : Non disputée par Trsan